# Andy Classen
Pour les articles homonymes, voir Classen.
 (janvier 2019).
Andy Classen est un musicien et producteur de musique metal allemand.

## Biographie
Andy Classen commence sa carrière en 1981 comme guitariste du groupe thrash metal Holy Moses.
Ses premières productions sont les albums When War Begins du groupe Warpath et Mc Gillroy the Housefly d'Incubator, sortis en 1992. Andy Classen s'intéresse aussi au punk hardcore avec Ryker's. Il reste guitariste de Holy Moses jusqu'en 1994. Après son départ, il devient producteur à plein temps et ingénieur du son du Stage One Studio.
En 1997, Andy Classen fonde avec Dirk Weiss de Warpath le groupe Richthofen ; il participe à l'enregistrement de l'album Seelenwalzer et à la tournée qui suit. Il quitte le groupe avant l'enregistrement du deuxième.
En 2001, Sabina Classen, chanteuse de Holy Moses et ancienne épouse d'Andy, vient le solliciter pour relancer le groupe en tant que compositeur et producteur pour l'occasion. En 2005, Holy Moses publie Strength Power Will Passion.

## Groupes produits
- Asphyx
- Dew-Scented
- Disbelief
- Die Apokalyptischen Reiter
- Scornage
- President Evil
- Belphegor
- Legion of the Damned
- Mor Dagor
- Krisiun
- Rotting Christ
- Graveworm
- Deafness by Noise
- Cemetery Dust
- Destruction
- Kärbholz
- Brightside
- Ryker's
- Tankard